# ハラタケ亜綱
ハラタケ亜綱(学名:Agaricomycetidae)は担子菌門真正担子菌綱の菌類。同担子菌綱の亜綱。インターネットで公開されている菌類の目録であるMycoBankではMB501298という番号が振られている。ハラタケ亜綱はLocquinに名づけられた。しかし、彼の著書にはラテン語の標徴は載っておらず、従ってこれは国際植物命名規約では無効になっている。

## 参照
1. ↑  Hibbett, D.S., et al. (March 2007). “A higher level phylogenetic classification of the Fungi”. Mycol. Res. 111 (5):  509–547. doi:10.1016/j.mycres.2007.03.004.